# Чутівська селищна рада
Чутівська селищна рада — орган місцевого самоврядування в Чутівському районі Полтавської області з центром у смт Чутове. Окрім Чутового, раді підпорядковані населені пункти:
1. с. Водяне
2. с. Кантемирівка
3. с. Лисича
4. с. Новофедорівка
5. с. Охоче
6. с. Стінка

## Влада
Загальний склад ради — 30
Селищні голови (голови селищної ради)
- Корольов Микола Павлович[1]